# 15 inolvidables vol. 2
15 Inolvidables Vol. 2 es un Álbum recopilatorio lanzado por Marco Antonio Solís el 7 de agosto del 2015. El álbum alcanzó el puesto número 4 en el Billboard Latín Pop Albums Charts.

## Lista de canciones
Todas las canciones escritas y compuestas por Marco Antonio Solís.

| N.º | Título                      | Duración |  |
| 1.  | «A dónde vamos a parar»     | 3:49     |  |
| 2.  | «Se va muriendo mi alma»    | 4:34     |  |
| 3.  | «Tu hombre perfecto»        | 4:23     |  |
| 4.  | «Un par de humanos»         | 4:43     |  |
| 5.  | «Muévete»                   | 3:36     |  |
| 6.  | «Mi eterno amor secreto»    | 3:45     |  |
| 7.  | «Que pena me das»           | 4:10     |  |
| 8.  | «Amor en silencio»          | 3:57     |  |
| 9.  | «Antes de que te vayas»     | 4:15     |  |
| 10. | «Más que tu amigo»          | 3:32     |  |
| 11. | «Que te quieran más que yo» | 4:22     |  |
| 12. | «La última parte»           | 4:38     |  |
| 13. | «Tú me vuelves loco»        | 3:22     |  |
| 14. | «No puedo olvidarla»        | 4:05     |  |
| 15. | «La venia bendita»          | 3:14     |  |